# Konská (Liptovský Mikuláš)
Konská (in ungherese Konszka) è un comune della Slovacchia facente parte del distretto di Liptovský Mikuláš, nella regione di Žilina.